# Karyn Parsons
Karyn Parsons, (Los Ángeles, California, 8 de octubre de 1966) es una actriz y modelo estadounidense. Fue conocida mundialmente por interpretar el personaje de Hilary Banks en la serie El Príncipe de Bel-Air.

## Primeros años
Parsons nació en Los Ángeles, California, sus padres Louise H., una afrodescendiente, y Kenneth B. Parsons, un contable blanco. Ella Asistió a Santa Monica High School.

## Carrera
Parsons es conocida por su papel de Hillary Banks en la comedia The Fresh Prince of Bel-Air|El Príncipe de Bel-Air, que se desarrolló entre 1990 y 1996. Ella cocreó, coprodujo y coprotagonizó la comedia Lush Life en 1996, que sólo duró cuatro episodios antes de que fuera cancelada. En 2001, protagonizó la aclamada por la crítica pero efímera serie de televisión The Job con Denis Leary.
Además de televisión, Parsons también ha participado en varias películas, sobre todo comedias, como Class Act (1992), Major Payne (1995) y The Ladies Man (2000).

## Vida personal
Su primer matrimonio fue con el actor Randy Brooks en 1987 y se divorciaron en 1990. Parsons está casada con el director Alexandre Rockwell desde 8 de febrero de 2003. Tienen una hija, Lana (nacida en marzo de 2003) y un hijo, Nico (nacido en mayo de 2007).

## Filmografía
| Film       | Film                        | Film                            | Film                                                               |
| Año        | Película                    | Rol                             | Notas                                                              |
| ---------- | --------------------------- | ------------------------------- | ------------------------------------------------------------------ |
| 1988       | Death Spa                   | Brooke                          |                                                                    |
| 1992       | Class Act                   | Ellen                           |                                                                    |
| 1995       | Mayor Payne                 | Emily Walburn                   |                                                                    |
| 1996       | Los viajes de Guilliver     | Dama de la corte de Brobdingnan |                                                                    |
| 1998       | Mixing Nia                  | Nia                             |                                                                    |
| 2000       | The Ladies Man              | Julie Simmons                   |                                                                    |
| 2002       | 13 Moons                    | Lily                            |                                                                    |
| 2005       | Corazones solitarios        | Kely                            |                                                                    |
| 2009       | Revolutionary Road          | Samanta                         |                                                                    |
| Televisión |                             |                                 |                                                                    |
| Año        | Título                      | Rol                             | Notas                                                              |
| 1987       | The Bronx Zoo               | Girl Estudiante #2              | Episodio: Changes Episodio: The Power of a Lie                     |
| 1988       | Hunter                      | Elizabeth Childs                | Temporada 4; Episodio: Renegade                                    |
| 1988       | CBS Summer Playhouse        | Lynette                         | Episodio: Roughhouse                                               |
| 1990–1996  | The Fresh Prince of Bel-Air | Hilary Banks                    | Elenco principal                                                   |
| 1992       | Blossom                     | Hilary Banks                    | Temporada 2; Episodio: Wake Up Little Suzy                         |
| 1992       | Out All Night               | Hilary Banks                    | Episodio: The Great Pretender                                      |
| 1995       | The John Larroquette Show   | Annie                           | Episodio: Several Unusual Love Stories                             |
| 1996       | Gulliver's Travels          | Lady-in-Waiting                 | NBC Miniseries                                                     |
| 1996       | Lush Life                   | Margot Hines                    | Elenco principal                                                   |
| 1999       | Melrose Place               | Jackie Zambrano                 | Episodio: How Amanda Got Her Groove Back Episodio: Unpleasantville |
| 1999       | Linc's                      | Elaine                          | Episodio: Dog Day Afternoon                                        |
| 2001       | The Job                     | Toni                            | Episodio: Foot                                                     |
| 2002       | Static Shock                | Tracy                           | Temporada 2; Episodio: Static Shaq                                 |